# Piancastagnaio
Piancastagnaio település Olaszországban, Toszkána régióban, Siena megyében. Lakosainak száma 3871 fő (2023. január 1.). Piancastagnaio San Casciano dei Bagni, Santa Fiora, Abbadia San Salvatore, Castell’Azzara és Proceno községekkel határos.

## Fekvése
Santa Fiorától keletre, az Amiata lejtőjén fekvő település.

## Története

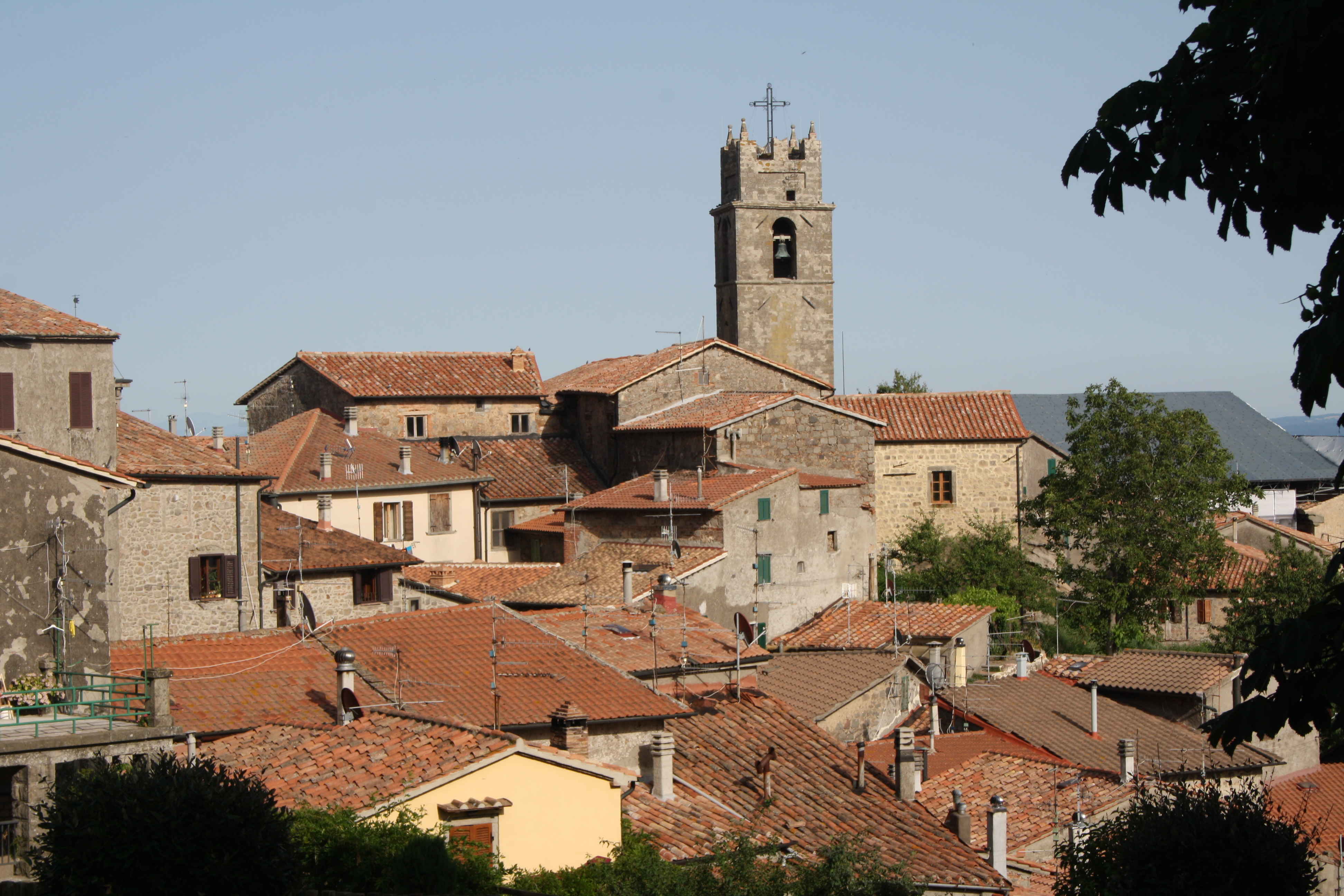

A 11. században a Dél-Toszkánai Piancastagnaio várkastélya is a hatalmas Aldobrandeschi feudális család terjeszkedési politikájának tárgya volt. Az egész terület történelmi emlékekben gazdag, melyekhez e hatalmasságok is kötődnek e hatalmasságok is.
1303-ban Orvietani szerezte meg a hatalmas várat és mintegy ötven éven át volt birtokában. Emiatt az Aldobrandeschi örökösök között per folyt.
A város egy kör alakú forma, mely egykor fallal volt körülvéve és négy kapuval rendelkezett. A falakat és kapukat mára már majdnem teljesen lebontották, kivéve három tornyot, egy négyzetes- és két félköríves formát.
A legmagasabb pontja a lakott területen emelkedik ma is hatalmas Rocca Aldobrandesca.

## Galéria

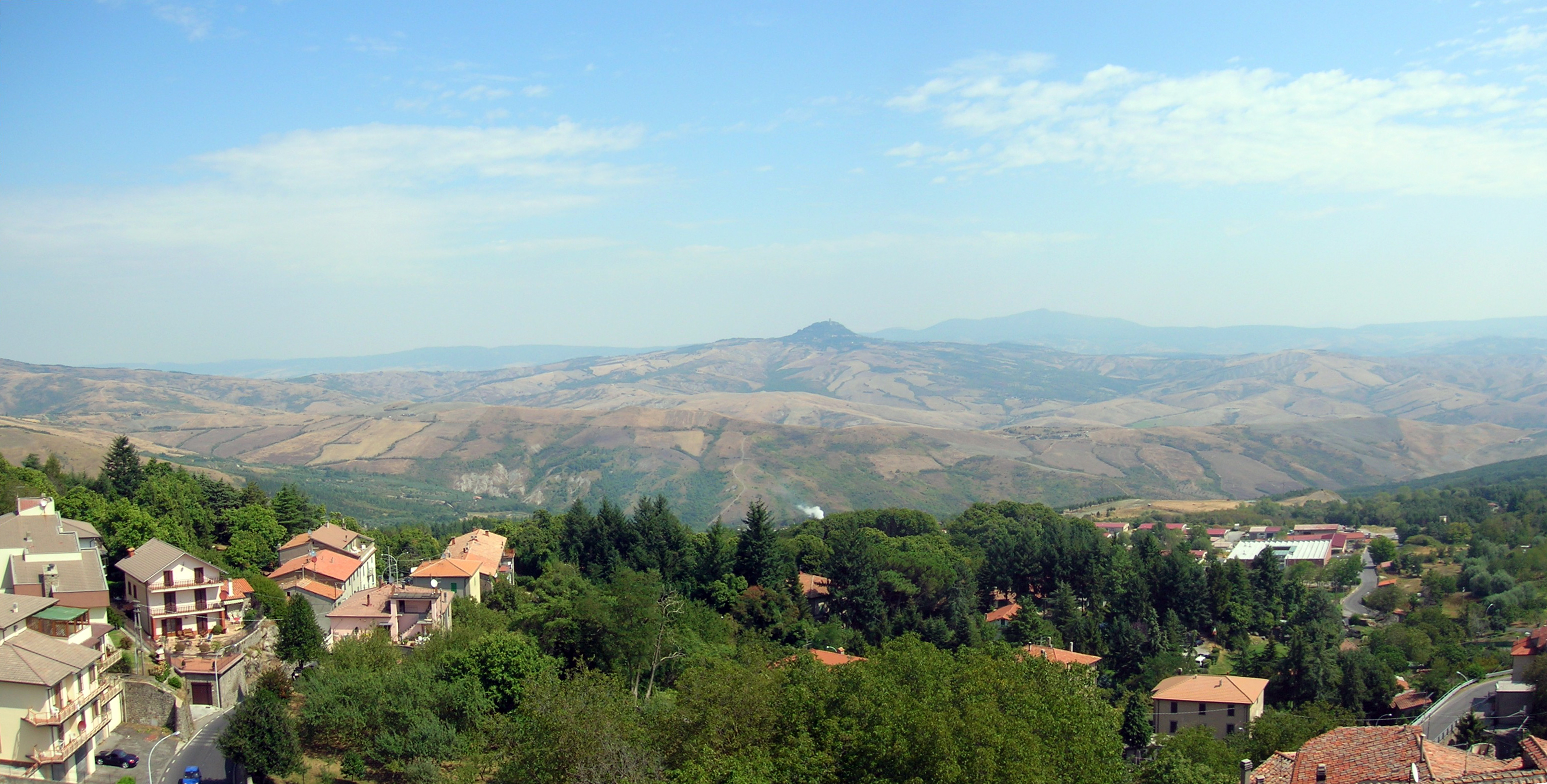
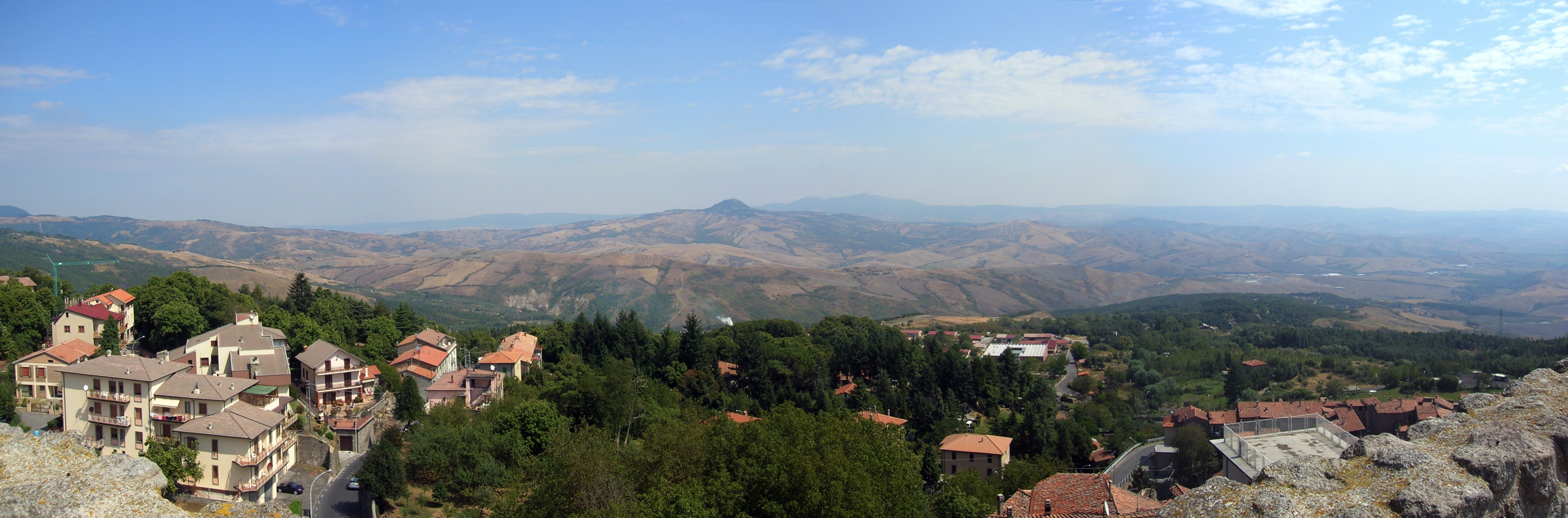
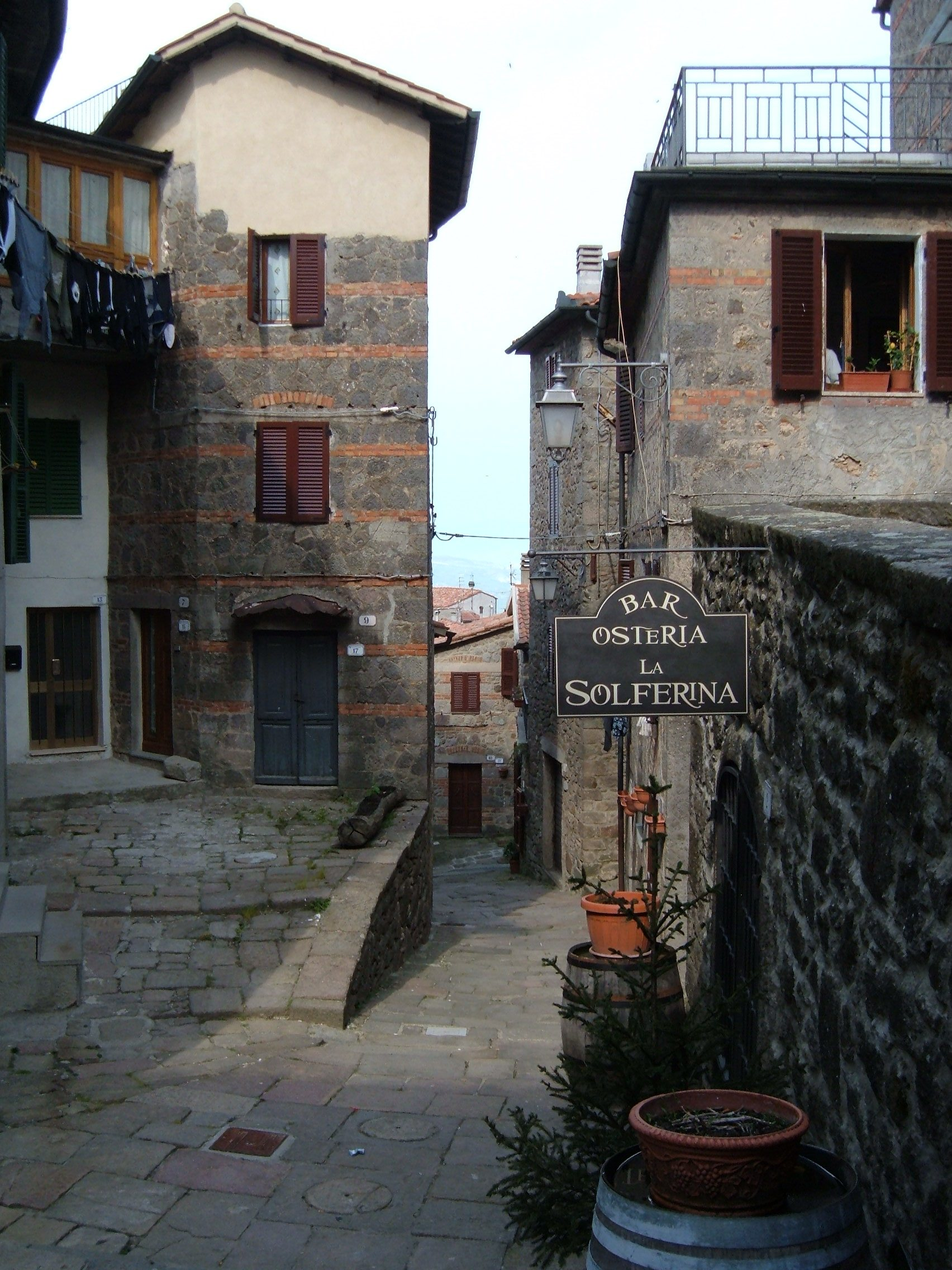
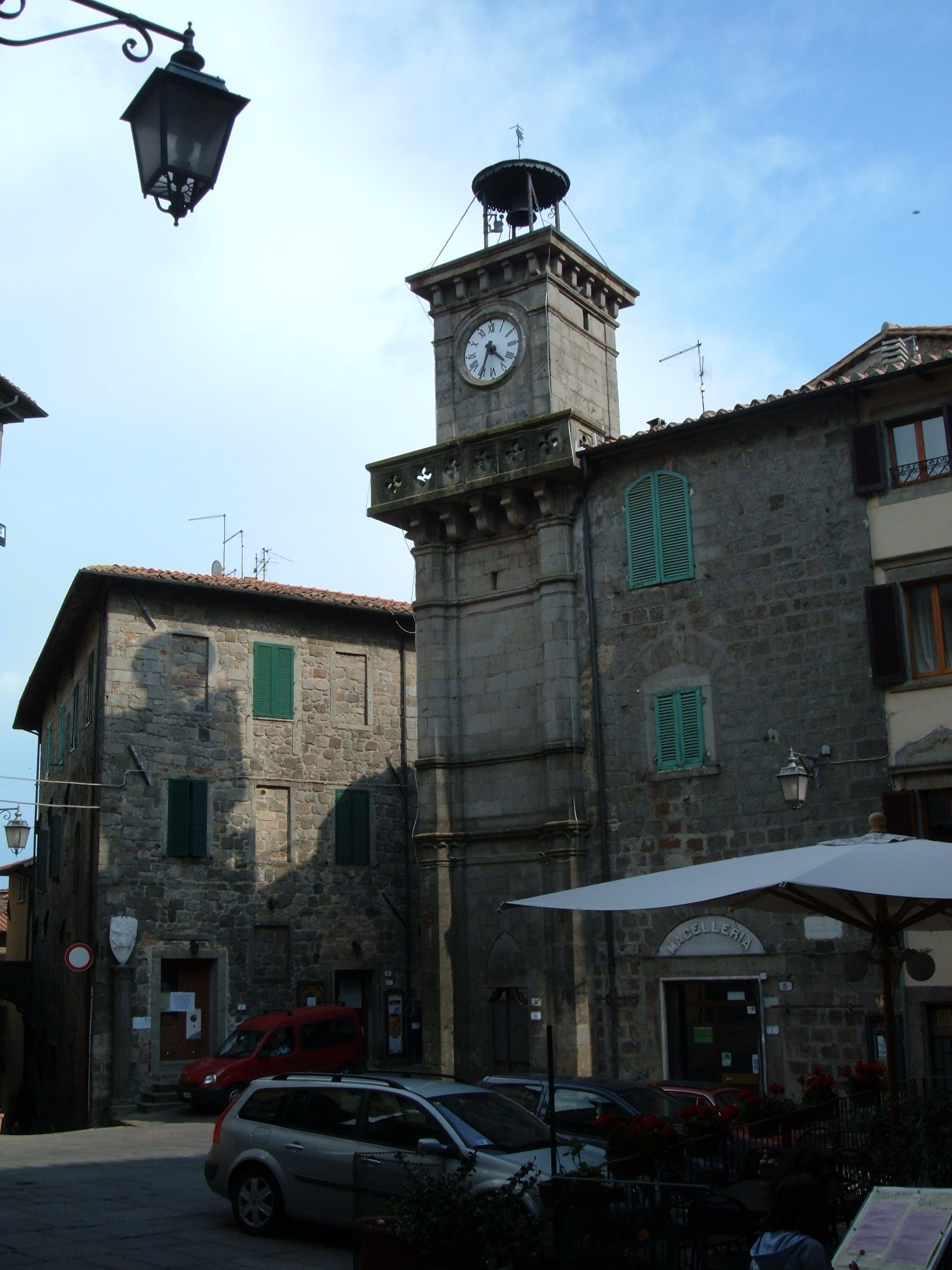
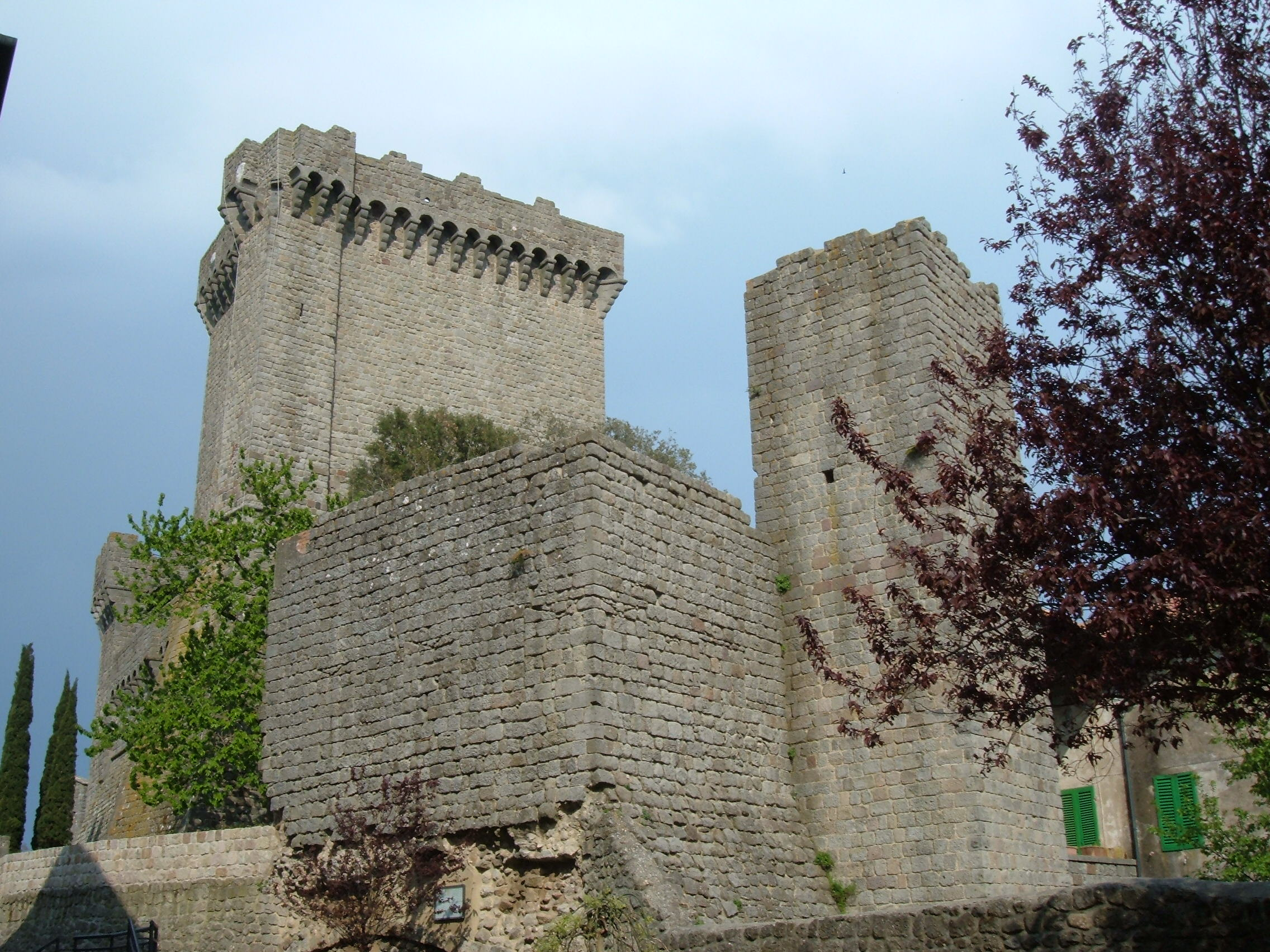
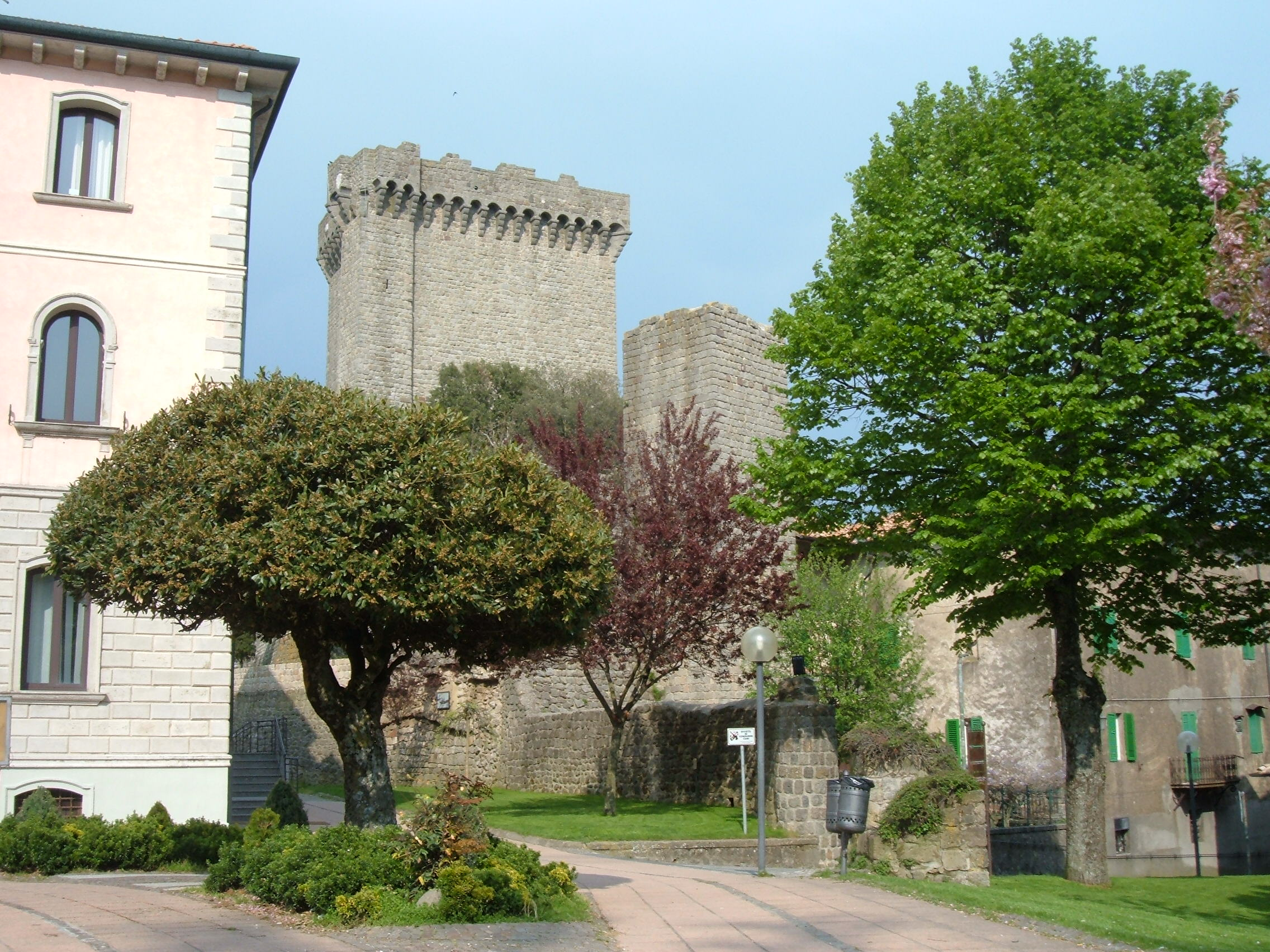
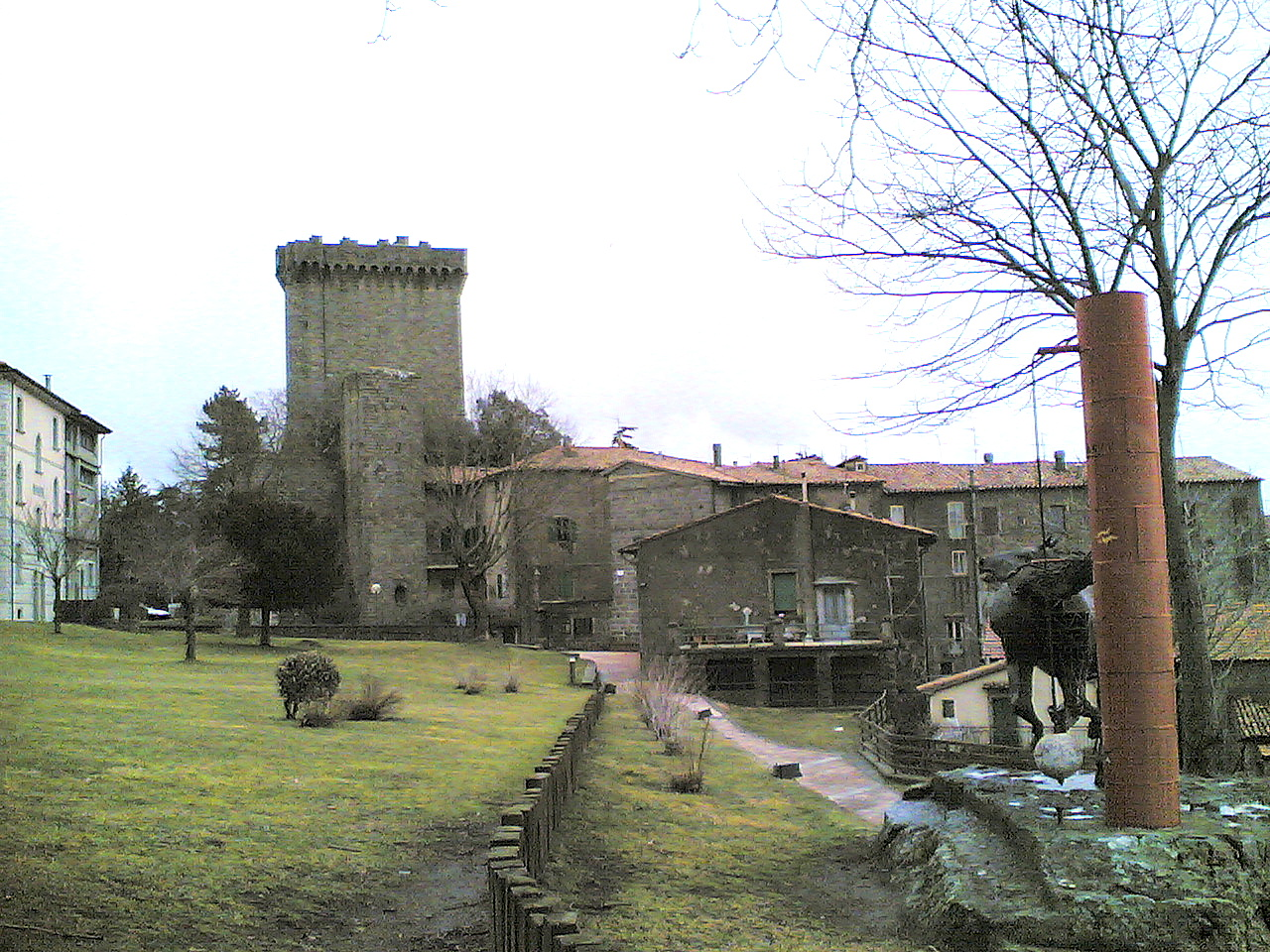
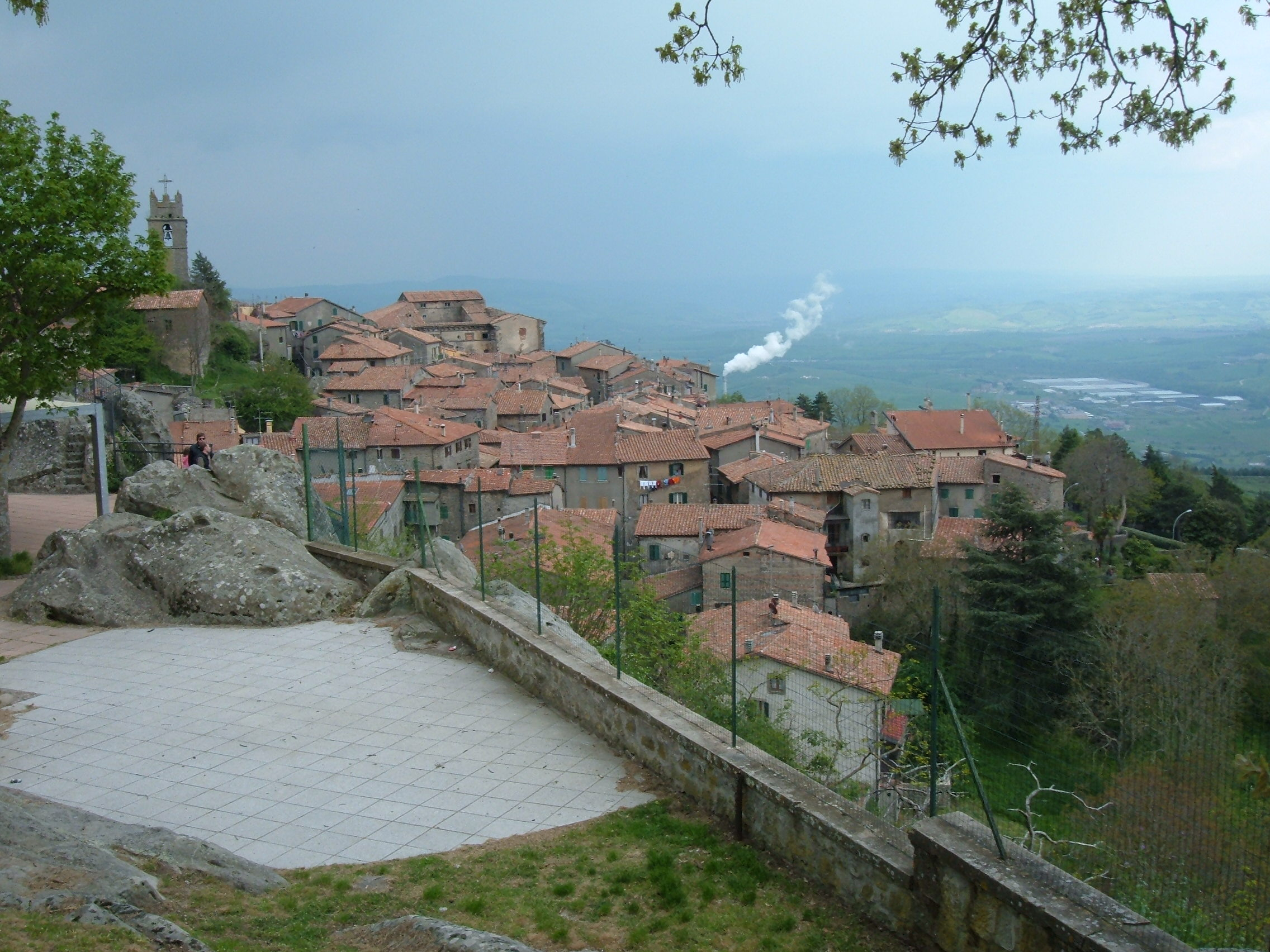
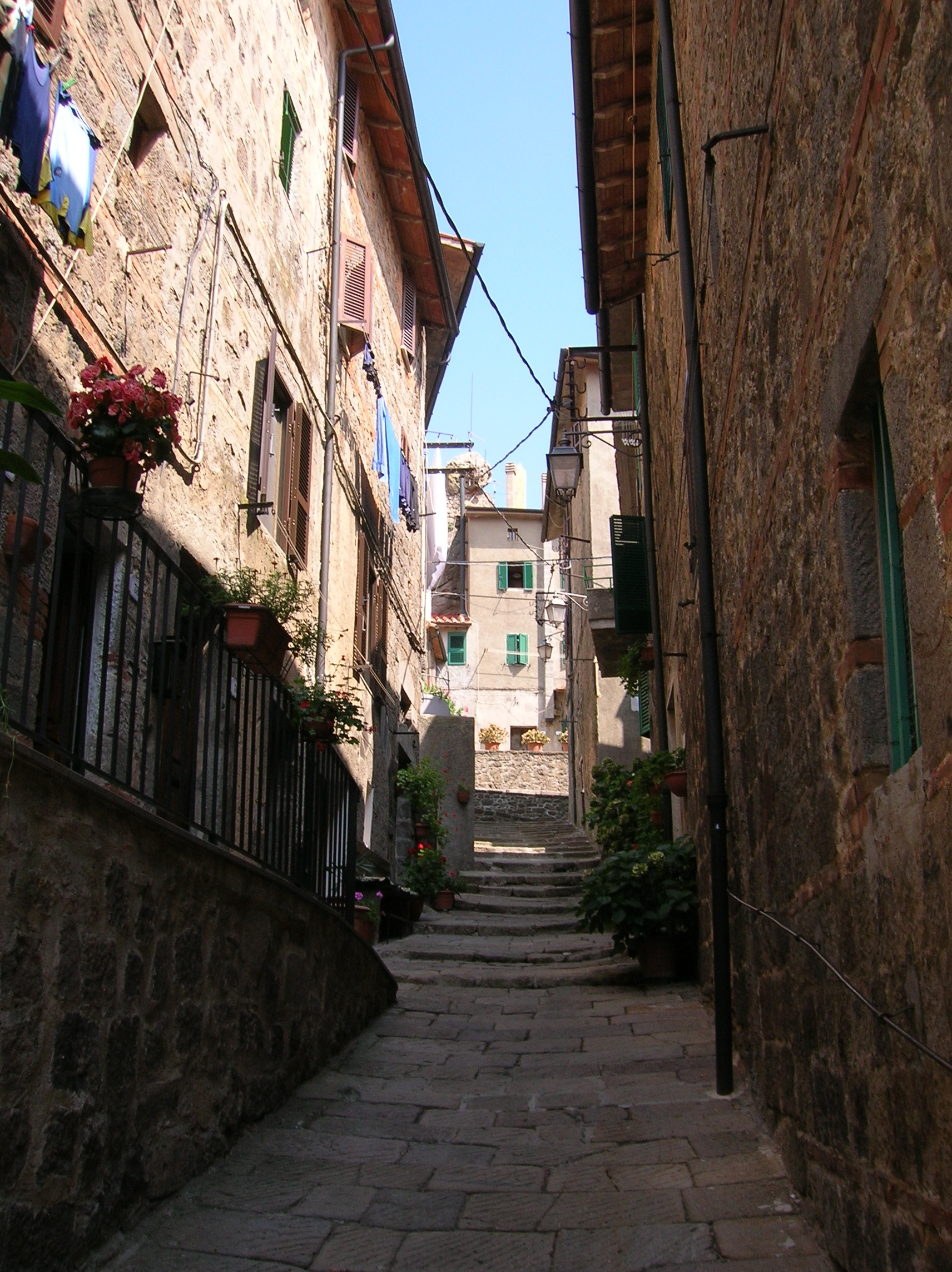
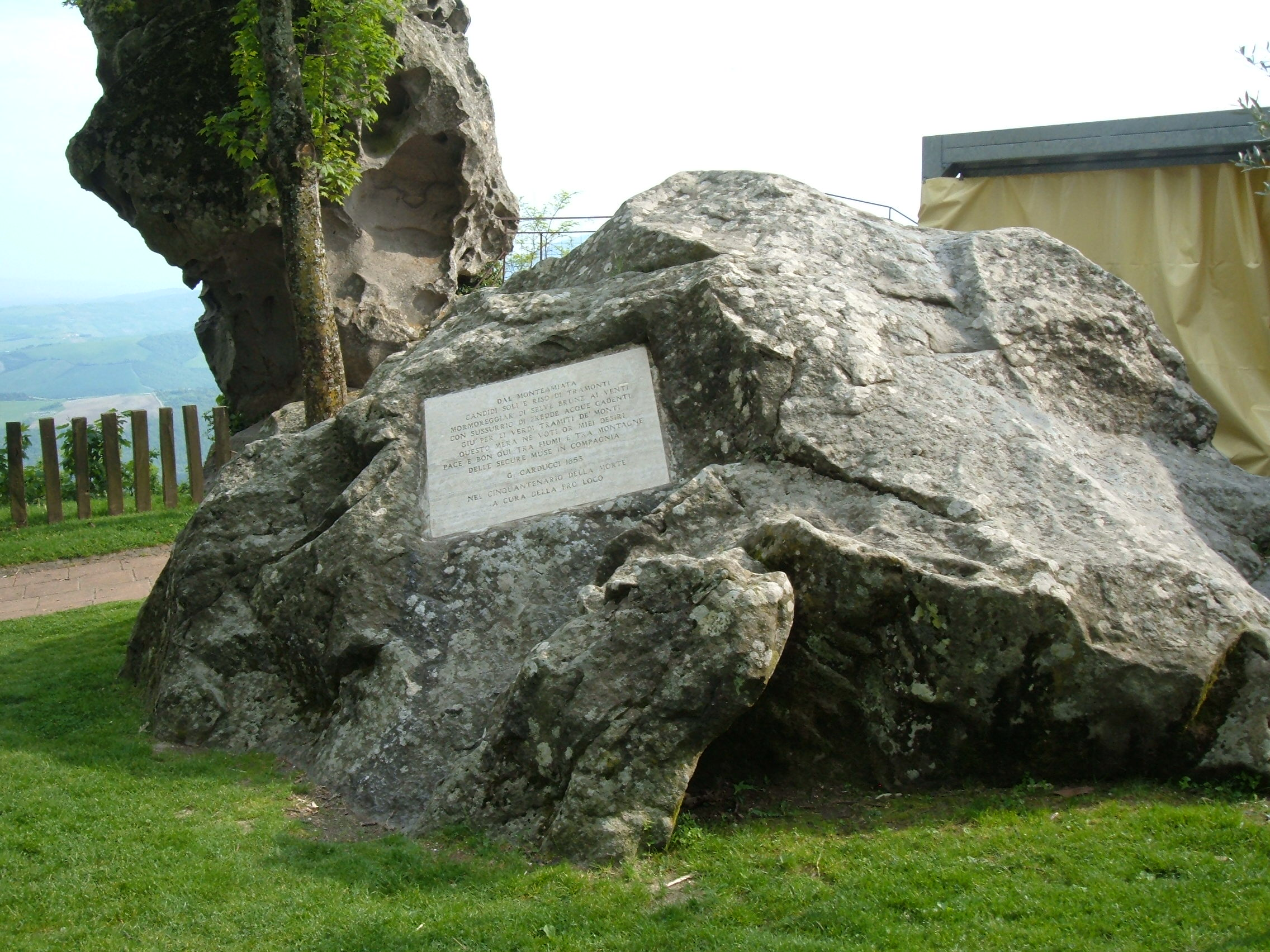
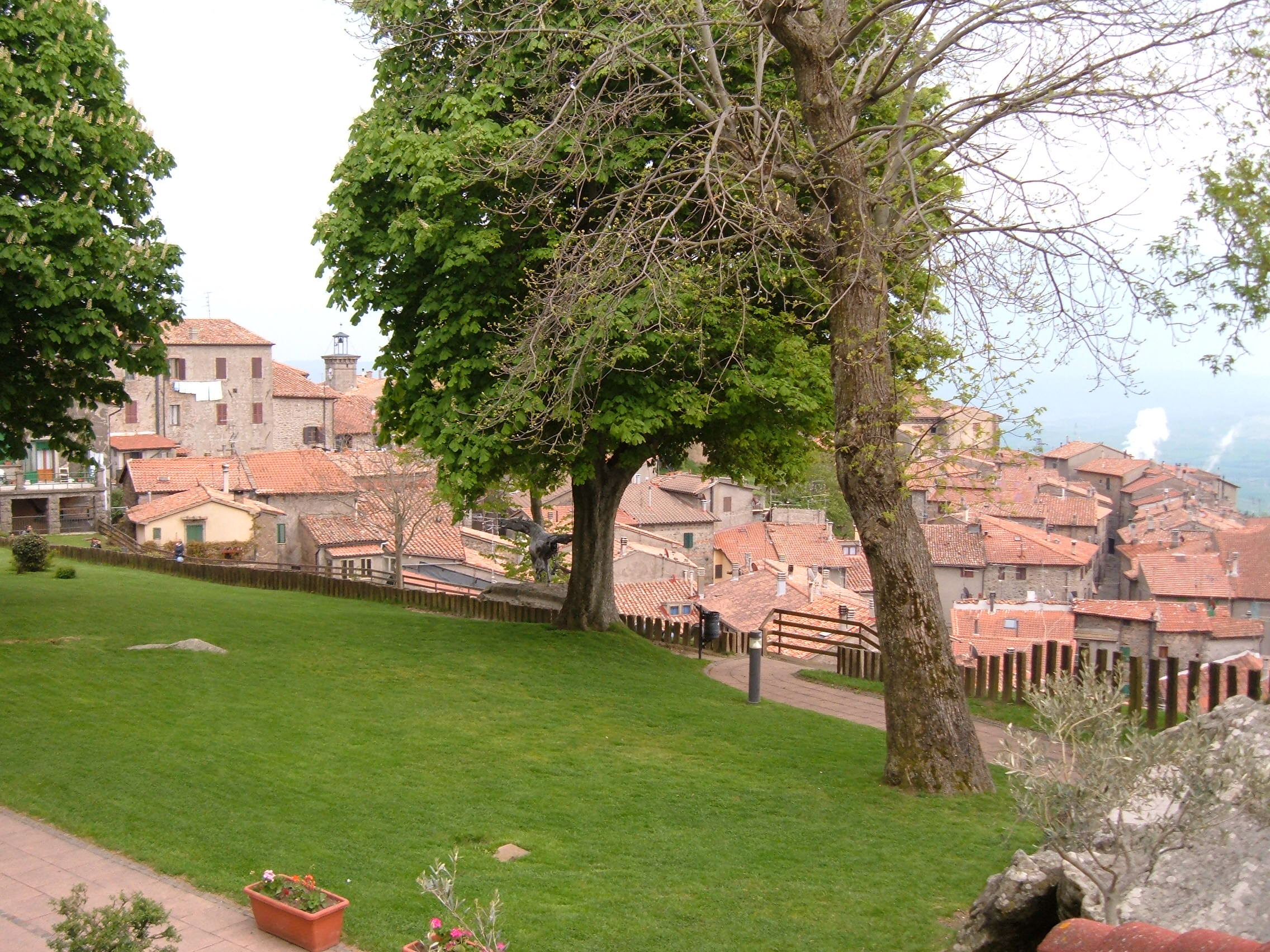
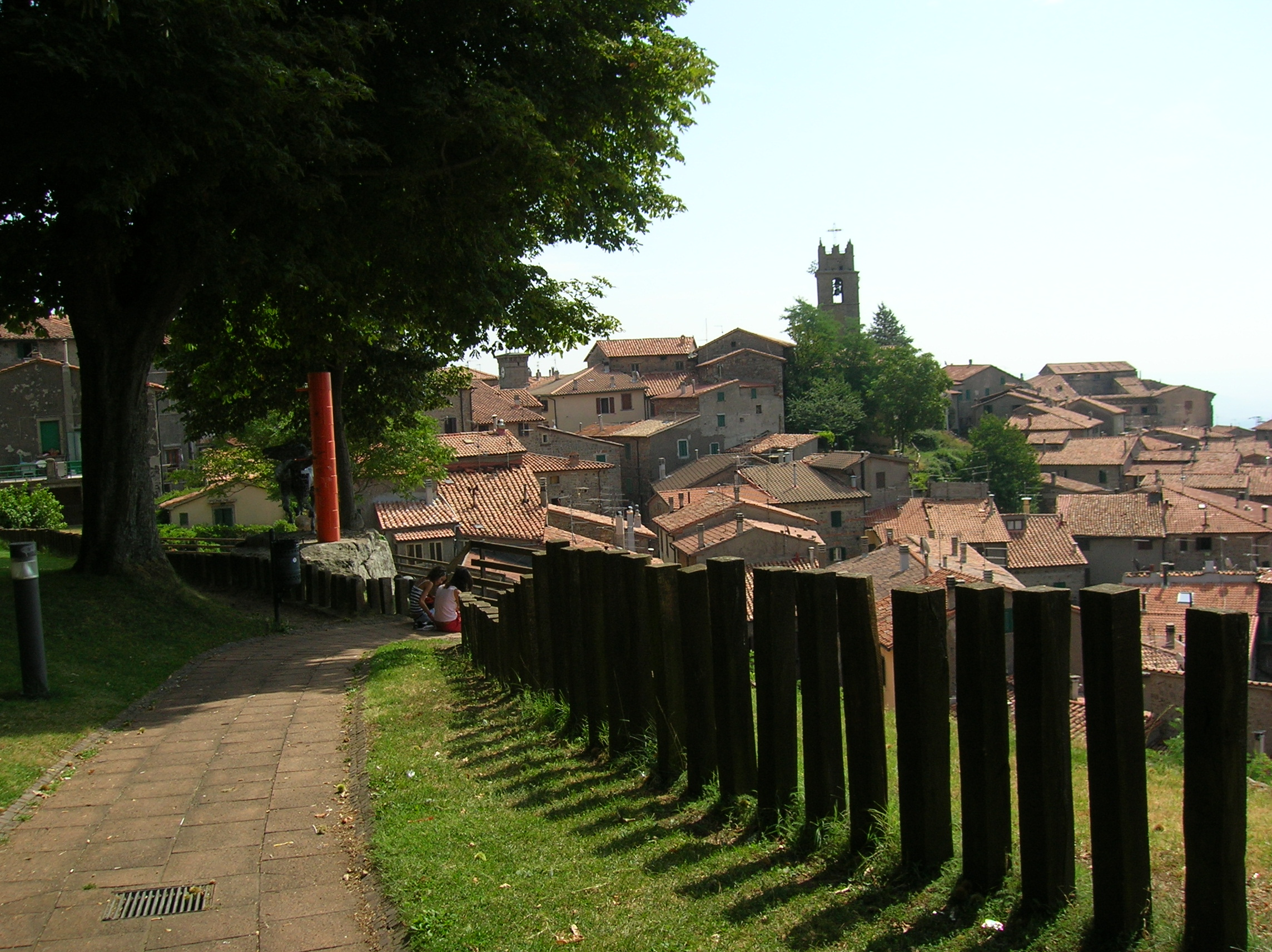

## Nevezetességek
- Várkastély